# Нове Сади (Вишков)
Нове Сади (чеш. Nové Sady) је насељено мјесто са административним статусом сеоске општине (чеш. obec) у округу Вишков, у Јужноморавском крају, Чешка Република.

## Становништво
Према подацима о броју становника из 2014. године насеље је имало 99 становника.